# Patria de Constantinople

Les Patria de Constantinople (en grec : Πάτρια Κονσταντινουπόλεως) sont une collection d'origine byzantine de textes sur l'histoire et les monuments de Constantinople. Il s'agit d'extraits d'historiens ou de notices d'origines diverses, en majeure partie anonymes, qui ont été rassemblés en un recueil à la fin du Xe siècle. L'ensemble, réorganisé par la suite, a été placé très tardivement (XVe siècle) sous le nom de Georges Kodinos, tout au plus simple copiste. Il s'agit d'une source importante sur l'histoire de la ville de Constantinople, d'un point de vue notamment archéologique, même s'il faut utiliser ces textes avec précaution, car la légende s'y mêle souvent à l'histoire.

## Édition Preger
Ces textes ont fait l'objet d'une édition par le philologue allemand Theodor Preger sous le titre latin Scriptores originum constantinopolitanarum (Leipzig, I-II, 1901-1907), la plus complète et celle qui sert de référence. Cet ouvrage est composé de la manière suivante :
- trois écrits antérieurs au Xe siècle qui ont servi de base à la collection postérieure :

1. (p. 1-18) un texte intitulé Patria de Constantinople d'après Hésychios Illoustrios (Πάτρια Κονσταντινουπόλεως κατὰ Ήσύχιον Ίλλούστριον), connu par un seul manuscrit du Xe siècle, le Palatinus gr. 398 (il s'agit d'un extrait résumé de l'Histoire romaine d'Hésychios de Milet, tiré de la fin de la Ve ou du début de la VIe partie, et racontant l'histoire de la ville depuis sa fondation légendaire par Byzas jusqu'à sa refondation officielle par l'empereur Constantin en 330) ;
2. (p. 19-73) un recueil de Brèves notices historiques (Παραστάσεις σύντομοι χρονικαί), anonyme, dont la version complète la plus ancienne se trouve dans un manuscrit du XIe siècle, le Parisinus gr. 1336 (mais une partie de ces notices se trouve sous une forme un peu différente dans un manuscrit du Xe siècle, le Paris. Suppl. gr. 607 A), et qui d'après la formulation de certains passages date du VIIIe siècle, probablement du règne de Constantin V (il s'agit de notices allant de quelques lignes à quelques pages sur les monuments et merveilles de la capitale, notamment les églises, les statues, les grandes places) ;
3. (p. 74-108) un récit datant d'entre le VIIIe  et le Xe siècle de la construction de la cathédrale Sainte-Sophie, également anonyme, où l'histoire se mêle à la légende (donné sous sa forme ancienne et indépendante par trois manuscrits : le Coislin 296, du XIIe siècle, le Vaticanus gr. 697, du XIIIe  ou du XIVe siècle, et le Parisinus gr. 1712 du XIVe siècle[2]).

- la collection de textes mise tardivement sous le nom de Georges Kodinos, dont 64 manuscrits sont recensés par Th. Preger (recensement non exhaustif), et qui semble remonter aux environs de 995, sous le règne de Basile II, à savoir :

1. (p. 135-150) une version remaniée de l'extrait d'Hésychios de Milet, où le caractère d'extrait disparaît, des informations empruntées à Jean Malalas et à des historiens ecclésiastiques sont ajoutées, et qui se présente explicitement comme une introduction historique aux notices qui suivent ;
2. (p. 151-209) un recueil de notices sur les statues de la ville, empruntées aux Brèves notices précédemment citées, mais aussi à d'autres sources ;
3. (p. 214-283) après un texte sans rapport consacré à huit conciles[3], un ensemble de 215 notices consacrées aux fondations et constructions des églises, monastères et palais de Constantinople, systématiquement rapportées au règne d'un empereur, avec parfois des repères chronologiques plus précis (en fait, il s'agit semble-t-il d'extraits d'une chronique) ;
4. (p. 284-289) le récit précédemment cité de la construction de Sainte-Sophie, avec quelques additions mises ici par Th. Preger ;

- (p. 290-313) les remodelages de la collection précédente dans diverses « recensions topographiques » (organisées géographiquement), dont l'une est dédiée à Alexis Ier Comnène.